# 大田運転免許試験場
大田運転免許試験場（テジョンうんてんめんきょしけんじょう）は大田広域市東区にある道路交通公団の運転免許試験場である。

## 施設概要
- 第一技能試験場（第一種大型、第一種普通、第二種普通）
- 第二技能試験場（第一種特殊（トレーラー）、第一種特殊（レッカー）、第二種小型、第二種原動機付自転車）

### 本館
- 受付
- 休憩室、学科試験室

## 学科試験
- 四輪（第二種小型免許を含む）、原動機付自転車免許ともにPC式のみ。
- 手話ビデオ（重度の聴覚障害者対象）

## 技能試験が可能な運転免許の種類
各運転免許の詳細については運転免許の区分を参照
- 第一種大型免許
- 第一種特殊免許（トレーラー）
- 第一種特殊免許（レッカー）
- 第一種普通免許
- 第二種普通免許
- 第二種小型免許
- 第二種原動機付自転車免許